# 酒井田寛太郎
酒井田 寛太郎（さかいだ かんたろう）は、日本の小説家。ライトノベル作家。男性。神奈川県出身。

## 経歴
2017年、「翡翠と琥珀」が第11回小学館ライトノベル大賞優秀賞を受賞。同年5月18日に「ジャナ研の憂鬱な事件簿」がガガガ文庫より刊行され、デビュー。

## 作品一覧
- ジャナ研の憂鬱な事件簿（ガガガ文庫・小学館、イラスト: 白身魚）
  1. 2017年5月18日発売 ISBN 978-4-09-451679-1
  2. 2017年10月18日発売 ISBN 978-4-09-451703-3
  3. 2018年3月20日発売 ISBN 978-4-09-451726-2
  4. 2018年8月17日発売 ISBN 978-4-09-451748-4
  5. 2019年2月19日発売 ISBN 978-4-09-451774-3
- 放課後の嘘つきたち（ハヤカワ文庫JA・早川書房、カバーイラスト: 佐原ミズ） 2020年11月19日発売 ISBN 978-4-15-031456-9

## メディア出演
- 月刊ガガガチャンネル vol.71（2017年5月18日、ニコニコ生放送）[4]